# Pronásledovaný (seriál)
Pronásledovaný (v anglickém originále Haunted) je americký hororový televizní seriál, jehož autory jsou Andrew Cosby a Rich Ramage. Premiérově byl vysílán v roce 2002 na stanici UPN. Celkově bylo natočeno 11 dílů, ještě během první řady ale byl z důvodu nízké sledovanosti zrušen.

## Příběh
Frank Taylor je bývalý policista, jemuž se zhroutil život po nikdy nevyřešeném únosu jeho syna. Nyní působí jako soukromý detektiv specializující se právě na únosy dětí. Při vyšetřování podezřelého, který může být s takovými únosy spojen, je vážně zraněn a v kritickém stavu prodělá prožitek blízké smrti. Poté však zjistí, že může komunikovat s duchy mrtvých. Někteří jsou hodní a pomáhají mu v jeho práci, jiní mu však mohou těžce ublížit či úmyslně ho svést ze stopy.

## Obsazení
- Matthew Fox jako Frank Taylor
- Russell Hornsby jako Marcus Bradshaw
- Lynn Collins jako Jessica Manningová
- John F. Mann jako Simon Dunn
- Robert Knepper jako Henry (pouze v pilotním díle)
- Michael Irby jako Dante

## Vysílání
| Řada | Díly | Premiéra v USA | Premiéra v USA    | Premiéra v ČR  | Premiéra v ČR     |
| Řada | Díly | První díl      | Poslední díl      | První díl      | Poslední díl      |
| ---- | ---- | -------------- | ----------------- | -------------- | ----------------- |
| 1    | 11   | 24. září 2002  | 5. listopadu 2002 | 12. října 2008 | 21. prosince 2008 |